# Hugh Hunt
Hugh Hunt (* 8. März 1902 in Tennessee; † 1. September 1988 in San Diego, Kalifornien) war ein US-amerikanischer Szenenbildner und Art Director, der zwei Mal den Oscar für das beste Szenenbild erhielt.

## Leben
Hunt begann zunächst als Ausstatter bei Filmproduktionen in Hollywood und war an der Ausstattung von David Copperfield (1935) beteiligt. Seine erste Nominierung für einen Oscar für das beste Szenenbild erhielt er bei der Oscarverleihung 1944 für den Schwarzweißfilm Madame Curie (1943) gemeinsam mit Cedric Gibbons, Paul Groesse und Edwin B. Willis. Eine weitere Nominierung in dieser Kategorie folgte 1946 zusammen mit Gibbons, Willis, Hans O. Peters und John Bonar für den Schwarzweißfilm Das Bildnis des Dorian Gray (1945).
Zusammen mit Gibbons, Peter und Willis war er auch 1951 für einen Oscar nominiert und zwar diesmal für den Schwarzweißfilm Schicksal in Wien (1949). Bei der anschließenden Oscarverleihung 1952 war er mit Gibbons, William A. Horning und Edward C. Carfagno für einen Oscar für das beste Szenenbild in dem Farbfilm Quo vadis? (1951) nominiert. Seinen ersten Oscar für das beste Szenenbild erhielt er mit Gibbons, Carfagno und Willis 1954 für Julius Caesar (1953). Bei der Oscarverleihung 1956 war er gemeinsam mit Gibbons, Willis und Malcolm Brown für den Oscar für das Szenenbild im Schwarzweißfilm Und morgen werd’ ich weinen (1955) nominiert. Eine weitere Nominierung folgte 1958 für das Szenenbild in Das Land des Regenbaums (1957); diesmal gemeinsam mit Willis, Horning und Urie McCleary.
Seinen zweiten Oscar für das beste Szenenbild erhielt er bei der Oscarverleihung 1960 für Ben Hur (1959) zusammen mit Horning und Carfagno, wobei Horning den Oscar posthum verliehen bekam. 1961 war Hunt mit George W. Davis, Addison Hehr, Henry Grace und Otto Siegel für das Szenenbild in dem Farbfilm Cimarron (1960) nominiert. Danach erfolgte 1963 gemeinsam mit Davis, Grace und J. McMillan Johnson eine Oscarnominierung für das Szenenbild in dem Farbfilm Meuterei auf der Bounty (1962), 1964 mit Davis, Groesse und Grace für den Schwarzweißfilm Rufmord (Twilight of Honor, 1963) sowie 1965 mit Davis, Grace und E. Preston Ames für den Farbfilm Goldgräber-Molly (1965).
Seine letzte Oscar-Nominierung für das beste Szenenbild erhielt Hugh Hunt bei der Oscarverleihung 1967 zusammen mit Davis, Groesse und Grace für den Schwarzweißfilm Gesicht ohne Namen (Mister Buddwing, 1966).
Weitere bekannte Filme mit von Hunt entworfenen Szenenbildern waren Eine Braut für sieben Brüder (1954) und Alarm im Weltall (1956). Während seiner 35-jährigen Karriere in der Filmwirtschaft arbeitete er mit so berühmten Filmregisseuren wie Mervyn LeRoy, Albert Lewin, George Sidney, Joseph L. Mankiewicz, Daniel Mann, Edward Dmytryk, William Wyler, Anthony Mann, Lewis Milestone, Boris Sagal, Charles Walters, Delbert Mann und Stanley Donen zusammen.

## Filmografie (Auswahl)
- 1943: Madame Curie
- 1945: Das Bildnis des Dorian Gray (The Picture of Dorian Gray)
- 1946: Der schwarze Spiegel (The Dark Mirror)
- 1947: Tanz ohne Ende (The Unfinished Dance)
- 1951: Quo Vadis? (Quo Vadis)
- 1951: Der Cowboy, den es zweimal gab (Callaway Went Thataway)
- 1952: Pat und Mike (Pat and Mike)
- 1952: Abenteuer in Rom (When in Rome)
- 1952: Schiff ohne Heimat (Plymouth Adventure)
- 1953: Julius Caesar
- 1953: Skandal um Patsy (Scandal at Scourie)
- 1954: Symphonie des Herzens (Rhapsody)
- 1954: Eine Braut für sieben Brüder (Seven Brides for Seven Brothers)
- 1955: Vorwiegend heiter (It's Always Fair Weather)
- 1956: Alarm im Weltall (Forbidden Planet)
- 1957: Das kleine Teehaus (The Teahouse of the August Moon)
- 1957: Seidenstrümpfe (Silk Stockings)
- 1957: Das Land des Regenbaums (Raintree County)
- 1958: In Colorado ist der Teufel los (The Sheepman)
- 1959: Die den Tod nicht fürchten (The Wreck of the Mary Deare)
- 1959: Ben Hur
- 1960: Cimarron
- 1962: Süßer Vogel Jugend (Sweet Bird of Youth)
- 1962: Meuterei auf der Bounty (Mutiny on the Bounty)
- 1962: Spiel mit mir (Billy Rose’s Jumbo)
- 1963: Rufmord (Twilight of Honor)
- 1964: Der mysteriöse Dr. Lao (7 Faces of Dr. Lao)
- 1964: Goldgräber-Molly (The Unsinkable Molly Brown)
- 1965: Cincinnati Kid (The Cincinnati Kid)
- 1966: Spion in Spitzenhöschen (The Glass Bottom Boat)
- 1967: Duell der Gringos (The Last Challenge)
- 1969: Auch ein Sheriff braucht mal Hilfe (Support Your Local Sheriff)